# Mighty Mau
Mighty Mau es un personaje ficticio creado y registrado por el artista de cómics mexicano de origen tapatío Arturo Rubio, que vive y opera en la Ciudad de México. 
Mighty Mau es un héroe enmascarado mexicano, que existe en el universo narrativo ficticio de Black Cardinal Comics, específicamente en la ciudad de México, y posee diversos poderes y habilidades entre las cuales se encuentran la Mighty Fuerza, Mighty Resistencia, capacidad limitada de vuelo por flotación.

## Origen de Mighty Mau
De fecha de nacimiento desconocida, Mighty Mau creció como un niño común y corriente en las Barrancas de Santa Fe, en un pueblito de casas de cartón y lámina construido sobre una ladera de las barrancas. Fruto de una familia disfuncional, tuvo una infancia marcada por la influencia de su padre, un hombre agresivo, violento pero a su vez responsable.
En el año de 1989, el pueblo donde creció Mighty Mau fue de los últimos que ofrecía resistencia en contra de una compañía constructora que planeaba crear un desarrollo inmobiliario de alto nivel sobre dichos terrenos. 
Cuando el poblado se resistió al desalojo violento por parte de granaderos subcontratados ilegalmente por la constructora, el ingeniero a cargo de la obra, Erik Van del Brazo decidió crear una enorme máquina sobre la ladera del pueblo, que tenía la capacidad de bombear los fluidos tóxicos del relleno sanitario a la superficie, para atacar con ellos al poblado y borrarlo definitivamente de la faz de la tierra, pavimentando así la finalización del proyecto de ingeniería que le daría la fama. 
Para el momento en que la máquina fue activada, Mighy Mau, o Mauricio como se le conoce en su identidad normal, se encontraba cuidando a su padre que convalecía por las heridas sufridas durante el encuentro con los granaderos. Mientras lo cuidaba en el interior de la casa, Mighty Mau detectó la presencia de una gotera y salió a repararla, encontrando un pliego de plástico flexible de peculiares características para tal propósito.
Cuando Mighty Mau se preparaba para subir al techo, escuchó el rugido de la ola de fluidos tóxicos la cual llegó hasta su casa y le estrelló contra una pared, fallando en consumirlo gracias al plástico que portaba, el cual le envolvió y cubrió sin fundirse. Cuando el oxígeno le fallaba, sintió cómo su moribundo padre lo impulsaba desde abajo y lo lanzaba al techo de la casucha, para luego morir bajo la corrosiva ola de fluidos tóxicos.
Después de vagar por días en la Ciudad de México y enfrentar los abusos de una sociedad caótica, fue adoptado por un generoso anciano que le enseñó las virtudes de la justicia, y aprovechando los poderes adquiridos por el incidente de su infancia, le convirtió en el héroe urbano que es hora, defendiendo la ciudad de día y noche, y trabajando como un mal pagado y miserable mesero en sus horas libres.

## Proyecto de cómic de Mighty Mau
El proyecto fue originalmente pensado como una tira cómica de una sola página en formato de webcomic a mediados de 2007 por los artistas de cómic Arturo Rubio y Miguel García, con colaboraciones de otros artistas como Bruno López Berumen
Después de algunos meses de tiras con historias breves de tono humorístico sin conexión, la tira comenzó a desarrollar historia y seriedad en abril de 2008, con el capítulo La espiral descendente comienza ahora con un Mighty Mau harto de la vida que está saliendo de su trabajo de mesero y es atacado por uno de los androides de Erik Van del Brazo. Este capítulo dio principio a una secuencia de historias que llevó después a una retrospectiva del origen de Mighty Mau.
Para enero de 2009 el cómic se sigue publicando con una base semanal alcanzando en ocasiones tres páginas semanales, en el portal de la editorial webcomic de los autores.
El webcomic muestra estilos de dibujo y técnicas que varían de una página y otra, teniendo como hilo conductor la historia de Mighty Mau y una fuerte tendencia al manejo de técnicas tradicionales sobre las digitales. Dicho cómic se ofrece en inglés, y en enero de 2009 se han comenzado los trabajos para traducirla al idioma nativo de los creadores.